# Antoni Dębski (konstruktor)

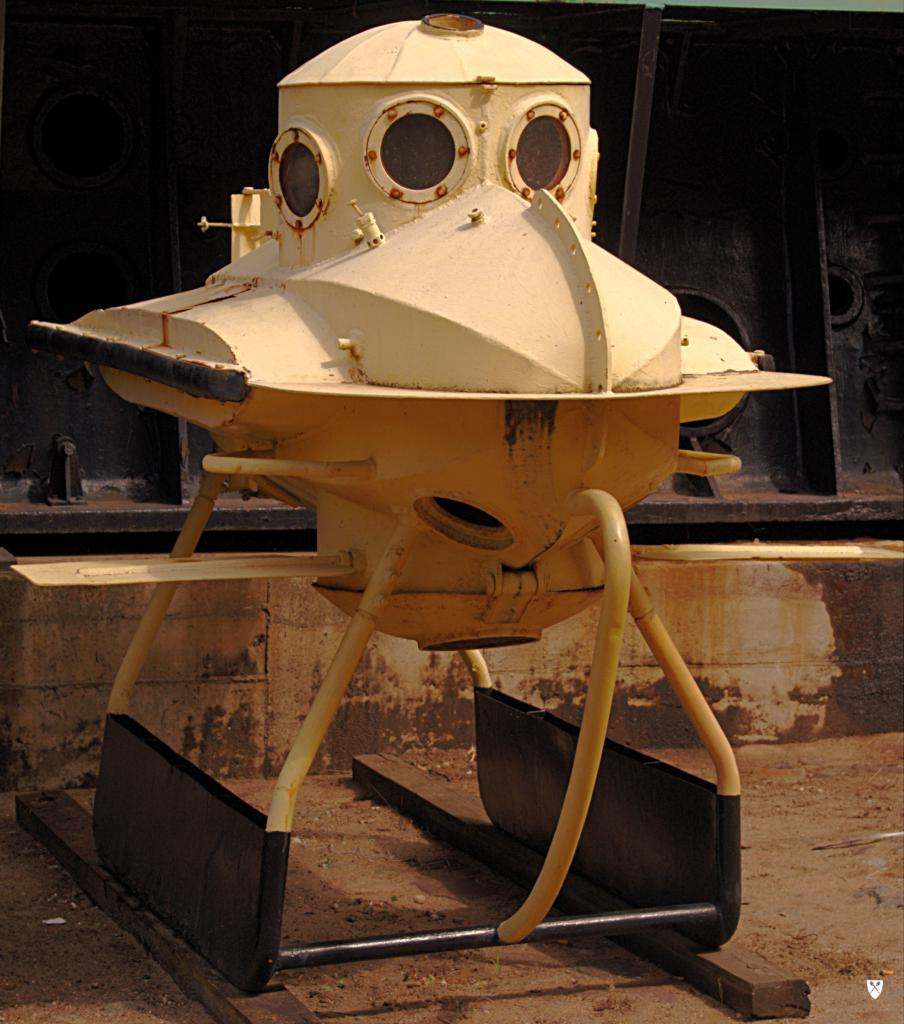
Delfin 1 w Narodowym Muzeum Morskim w Gdańsku

Antoni Dębski (ur. 1935, zm. 21 sierpnia 2006) – polski nurek, mechanik okrętowy i konstruktor pojazdów podwodnych.

## Życiorys
W ramach amatorskich badań nad fizjologią nurkowania (choroba dekompresyjna) wraz z kolegami z klubu nurkowego Posejdon, przy Stoczni Gdynia skonstruował kabinę nurkową Meduza i w lipcu 1967 dokonał zanurzenia saturowanego (czyli z pełnym nasyceniem organizmu gazami pod zwiększonym ciśnieniem) na głębokość 20 m w jeziorze Kłodno, a następnie wynurzenia, w czasie którego następowała dekompresja.
Pozytywne wnioski z eksperymentu pozwoliły Antoniemu Dębskiemu na podjęcie prac nad budową następnej kabiny w Przedsiębiorstwie Robót Czerpalnych i Podwodnych w Gdańsku. Kabina Meduza II była gotowa w listopadzie 1968. Po próbnym zanurzeniu na głębokość 24 metrów, trwającym (z dekompresją) 157 godzin, kabina była używana przy budowie Portu Północnego w Gdańsku i pracach geologicznych. Antoni Dębski był również konstruktorem pojazdu podwodnego Delfin i Geonur, pojazdu podwodnego do wierceń pod dnem morskim.
Meduza II, własność Muzeum Nurkowania przy Stowarzyszeniu Warszawski Klub Płetwonurków w Warszawie, stoi obecnie przy wejściu do Centrum Nauki Kopernik w Warszawie.
Pochowany na cmentarzu Witomińskim w Gdyni (kwatera 11-21-7).